# 江西街道
江西街道，是中华人民共和国辽宁省大連市旅顺口区下辖的一个类似乡级单位。

## 行政区划
下辖以下地区：
海花社区、海霞社区、滨港社区、清苑社区、顺乐社区、华洋社区、海辉社区、三洋村、后山羊头村、太平沟村、羊头洼村、方家村、高家村、大潘家村、江西村、大口井村、董家村、隋家村和小潘家村。